# Maurits Samehtini

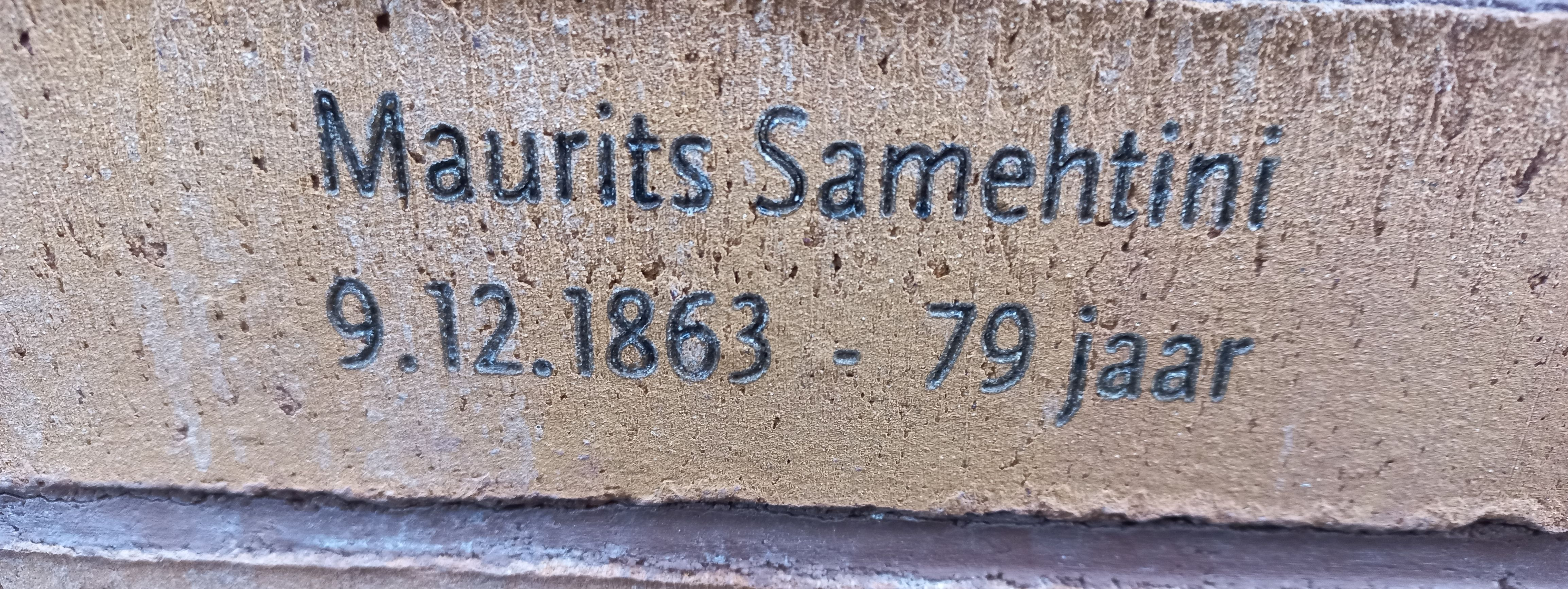
Naamsteen Maurits Holocaust Namenmonument (maart 2023)

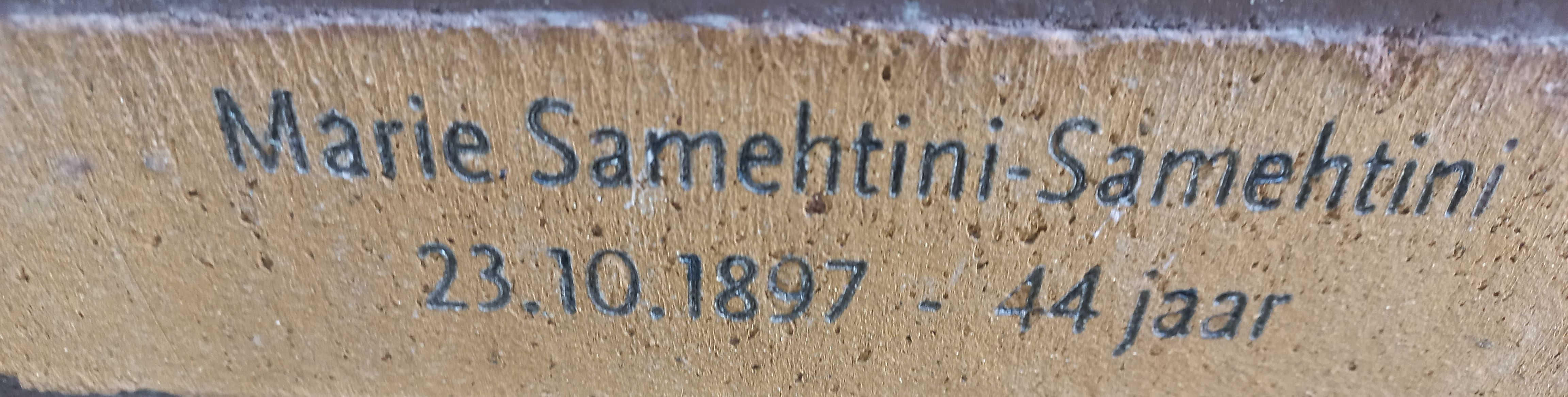
Naamsteen Marie Holocaust Namenmonument (oktober 2022)

Maurits Samehtini (Amsterdam, 9 december 1863 - Kamp Westerbork, 2 april 1943) was een Nederlands hoornist, componist en dirigent. Hij dirigeerde onder meer het orkest dat in 1913 de première van de Nederlandse stomme film Nederland en Oranje begeleidde.
Samehtini was zoon van de Joodse violist Samuel Maju Samehtini (1816-1879) en Carolina Neumark.  Het echtpaar woonde in 1863 aan de Zwanenburgwal. Ook zijn grootvader Meijer Lion Samehtini was muziekmeester. Hijzelf was getrouwd met operettezangeres Rosina Dassi (overleden in 1940 te Amsterdam) en had in Marie Samehtini één dochter. Zij had geboren in 1897 een korte loopbaan als pianiste, maar werd in 1942 omgebracht in Kamp Westerbork.
Zijn eerste muzieklessen volgden dan ook van zijn vader. Daarna volgde lessen van Jacob Kwast in muziektheorie en contrapunt en Willem Cornelis Breethoff op hoorn. Hij was multi-instrumentalist, want speelde zowel viool, pauken en hoorn. Zijn eerste orkest stond onder leiding van Gustave Prot (1879-1882, violist) , daarna volgde de Amsterdamsche Orkest Vereeniging (1882-1889, hoornist), Arnhemsche Orkest Vereeniging (1889-1891, hoornist) en het Paleisorkest (1891-1898, hoornist). Daarna nam hij zitting in het orkest van de gebroeders van Lier (1898, Grand Theatre), Amsterdamsche Operette Gezelschap (1900), het Amsterdamsch Lyrisch Toneel en vanaf 1904 weer bij Prot in Theater Frascati.
Maurits Samehtini zelf componeerde honderden composities en arrangementen, waaronder de muziek bij de film Nederland en Oranje, een Rembrandt-revue in 1916 en in 1939 een lied ter gelegenheid van de verloving van prinses Juliana en prins Bernhard.
Als componist bekwaamde hij zich ondertussen in het arrangeren voor alle mogelijke bezettingen. Tot zijn composities behoren onder meer:
- Een Amsterdamsche Hartjesdag (operette, in 1896 uitgevoerd op 37 achtereenvolgende avonden in de Artis-Schouwburg, de latere Hollandsche Schouwburg).
- Romance, voor viool met piano en orkest.
- De Rembrandtmars/Rembrandt Marsch (1906 tweemaal uitgevoerd door het Concertgebouworkest onder leiding van Martin Heuckeroth in het Concertgebouw).
- Polka voor piston.
- Negen militaire marsen en ongeveer 75 arrangementen voor harmonie.
- 46 arrangementen van operettes.

Samehtini overleed op 2 april 1943 in het kamp Westerbork en werd diezelfde dag gecremeerd. De urn met zijn as is bijgezet op de Joodse begraafplaats te Diemen. Vader Maurits en dochter Marie worden vermeld op het Holocaust Namenmonument in Amsterdam.
- International Standard Name Identifier: 0000 0003 9063 4359
- Nederlandse Thesaurus van Auteursnamen: 167542133
- Virtual International Authority File: 284257109